# Živčni sistem
Žívčni sistém ali žívčevje pri živalih usklajuje dejavnosti mišičja, nadzira delovanje organov, konstruira in procesira podatke, ki jih posredujejo čutila, ter inicira akcijo. Bistvena lastnost živčevja je vzdražnost.

Glede na delovanje delimo:

-Somatsko živčevje: deluje pod vplivom naše volje nadzira delovanje skeletnih mišic. Ukazi nastajajo v velikih možganih, ki so sedež naše zavesti.

-Vegetativno živčevje: ni pod nadzorom velikih možganov, deluje samostojno brez vpliva naše volje. Nadzira delovanje gladkih mišic, srčne mišice in žlez. Živci tega živčevja zbirajo informacije iz notranjih organov nato pa organom pošlejo nazaj ukaze za delovanje.
Pri živalih z možgani živčni sistem ustvarja in vodi tudi mišljenje, čustva in celo smrt.

## Anatomija
Živčni sistem je sestavljen pretežno iz dveh vrst celic:
- nevroni so primarne celice živčnega sistema
- nevroglijske celice oz. celice glija so pomožne celice, ki služijo strukturni opori in hranjenju nevronov, a niso vzdražne.

Dva primarna mehanizma hitrega prenašanja informacij po živčnem sistemu sta:
- po živčnih vlaknih se signal širi z akcijskim potencialom
- med nevroni se signal širi z difuzijo živčnega prenašalca prek sinapse

## Živčni sistem vretenčarjev
Živčni sistem vretenčarjev navadno delimo na osrednji živčni sistem in obkrajni (periferni) živčni sistem. Osrednji živčni sistem sestavljajo možgani in hrbtenjača (hrbtni mozeg), periferni živčni sistem pa vsi ostali živci in nevroni, ki niso del osrednjega živčnega sistema. Velika večina tega, čemur navadno pravimo »živci« – gre za snop aksonov živčnih celic – spada v periferni živčni sistemn. Tega lahko v grobem razdelimo na senzorične in motorične živce, slednjega pa nadalje v somatski (hotni) in avtonomni (vegetativni ali samodejni) živčni sistem.

## Osrednje živčevje
Osrednje živčevje delimo na velike možgane (sprejemajo in obdelujejo vse dražljaje iz okolja), male možgane (skrbijo za usklajeno delovanje naših gibov), možgansko deblo (uravnava samodejne procese, ki so pomembni za življenje) in hrbtenjačo, ki povezuje prej naštete organe.